# Pellegrino di Passavia
Pellegrino di Passavia, Piligrim, Pilegrinus, Peregrinus, (920 circa – Passavia, 21 maggio 991) fu vescovo di Passavia.

## Biografia
Pellegrino discendeva dalla nobiltà bavarese. Da parte di suo padre era un Sigeardingio, da parte di sua madre era un Aribone. Ricevette la sua formazione nell'abbazia di Niederaltaich, ove presumibilmente era anche un canonico.
Nel 971, l'imperatore Ottone I lo nominò vescovo di Passavia. Poiché era dalla parte dell'imperatore Ottone II durante la rivolta dei duchi Enrico II il Litigioso ed Enrico I di Carinzia, Passavia fu assediata e distrutta nel 977. Pellegrino ricevette dall'imperatore i possedimenti nella Marca avara e ne curò la ricostruzione dopo le invasioni magiare. Dal 985 al 991 tenne tre sinodi diocesani a Lorch, Mautern e Mistelbach vicino a Wels.
Pellegrino promosse l'opera missionaria dei magiari, che ebbe successo con il battesimo del principe Arpade Géza e di suo figlio Stefano nel 975 o 985. Richiamò Volfango, poi canonizzato, dalla missione in Ungheria e lo elevò a vescovo di Ratisbona.
Non riuscì ad ottenere i diritti metropolitani sulla Moravia e sull'Ungheria. Voleva che Passavia diventasse un arcivescovado e potrebbe aver prodotto i falsi di Lorch, in cui si voleva dimostrare che la diocesi di Passavia era il successore legale dell'antica arcidiocesi di Lauriacum (oggi Lorch).
Alla fine del XII secolo fu temporaneamente venerato come santo. Un monumento letterario fu composto per lui nello stesso periodo dal poeta del Canto dei Nibelunghi, che si riferiva a lui come l'Oheim (fratello della madre) di Crimilde. Il poema supplementare del Nibelungenklage (Il lamento dei Nibelunghi) attribuiva addirittura a Pilgrim l'iniziativa di registrare in latino  gli eventi leggendari della caduta dei Nibelunghi. Questa è presumibilmente una finzione letteraria.